# Slowakische Badmintonmeisterschaft 1996
Die Slowakische Badmintonmeisterschaft 1996 war die vierte Auflage der Titelkämpfe im Badminton in der Slowakei. Sie fand vom 27. bis zum 28. April 1996 in Bratislava statt. 

## Medaillengewinner
| Disziplin    | Gold                                                                           | Silber                                                             | Bronze                                                               |
| ------------ | ------------------------------------------------------------------------------ | ------------------------------------------------------------------ | -------------------------------------------------------------------- |
| Herreneinzel | Marián Šulko (Spoje Bratislava)                                                | Juraj Brestovský (Spoje Bratislava)                                | Marek Navrátil (Spoje Bratislava)                                    |
| Herreneinzel | Marián Šulko (Spoje Bratislava)                                                | Juraj Brestovský (Spoje Bratislava)                                | Igor Novák (VŠDS Žilina)                                             |
| Dameneinzel  | Alexandra Felgrová (BK MI Trenčín)                                             | Barbora Machalová (Spoje Bratislava)                               | Zuzana Kenížová (Spoje Bratislava)                                   |
| Dameneinzel  | Alexandra Felgrová (BK MI Trenčín)                                             | Barbora Machalová (Spoje Bratislava)                               | Júlia Turzáková (Lokomotíva Košice)                                  |
| Herrendoppel | Juraj Brestovský (Spoje Bratislava) Igor Novák (VŠDS Žilina)                   | Marek Navrátil (Spoje Bratislava) Marián Šulko (Spoje Bratislava)  | Marián Tomčko (Slávia TU Košice) Vladimír Turlík (Slávia TU Košice)  |
| Herrendoppel | Juraj Brestovský (Spoje Bratislava) Igor Novák (VŠDS Žilina)                   | Marek Navrátil (Spoje Bratislava) Marián Šulko (Spoje Bratislava)  | Jaroslav Heleš (CEVA Trenčín) Peter Púdela (BK MI Trenčín)           |
| Damendoppel  | Barbora Bobrovská (Družstevník Klenovec) Radka Majorská (Družstevník Klenovec) | Alexandra Felgrová (BK MI Trenčín) Kvetoslava Orlovská (BC Prešov) | Jana Braciníková (CEVA Trenčín) Adriana Šidlová (CEVA Trenčín)       |
| Damendoppel  | Barbora Bobrovská (Družstevník Klenovec) Radka Majorská (Družstevník Klenovec) | Alexandra Felgrová (BK MI Trenčín) Kvetoslava Orlovská (BC Prešov) | Viera Kolmanová (CEVA Trenčín) Dana Tomášová (Slávia TU Košice)      |
| Mixed        | Jaroslav Heleš (CEVA Trenčín) Katarína Pokorná (Spoje Bratislava)              | Martin Felgr (BK MI Trenčín) Alexandra Felgrová (BK MI Trenčín)    | Marek Navrátil (Spoje Bratislava) Zuzana Kenížová (Spoje Bratislava) |
| Mixed        | Jaroslav Heleš (CEVA Trenčín) Katarína Pokorná (Spoje Bratislava)              | Martin Felgr (BK MI Trenčín) Alexandra Felgrová (BK MI Trenčín)    | Vladimír Turlík (Slávia TU Košice) Dana Tomášová (Slávia TU Košice)  |